# 田中吉政
田中 吉政（たなか よしまさ）は、戦国時代から江戸時代初期にかけての武将、大名。はじめ長政と称した。筑後国主。転封の過程で居城とした近江国八幡（現滋賀県近江八幡市）、三河国岡崎（現愛知県岡崎市）、筑後国柳川（現福岡県柳川市）などに、現在につながる都市設計を行った。

## 生涯
天文17年（1548年）、近江国浅井郡で生まれた。父は田中重政、母は宮部継潤の家臣・国友与左衛門某の姉。はじめ宮部継潤に従い、因幡国鳥取にいた。その後、秀吉の命により、三好秀次（豊臣秀次）に属し、5000石を知行した。
ただし、近年の研究では秀次が宮部継潤の養子であった時期があったことが判明しており、継潤の命で秀次に付けられてその後秀次が三好康長の養子となるために宮部家から離籍した後もそのまま秀次に仕えていた可能性もある。

### 豊臣秀次の家老時代

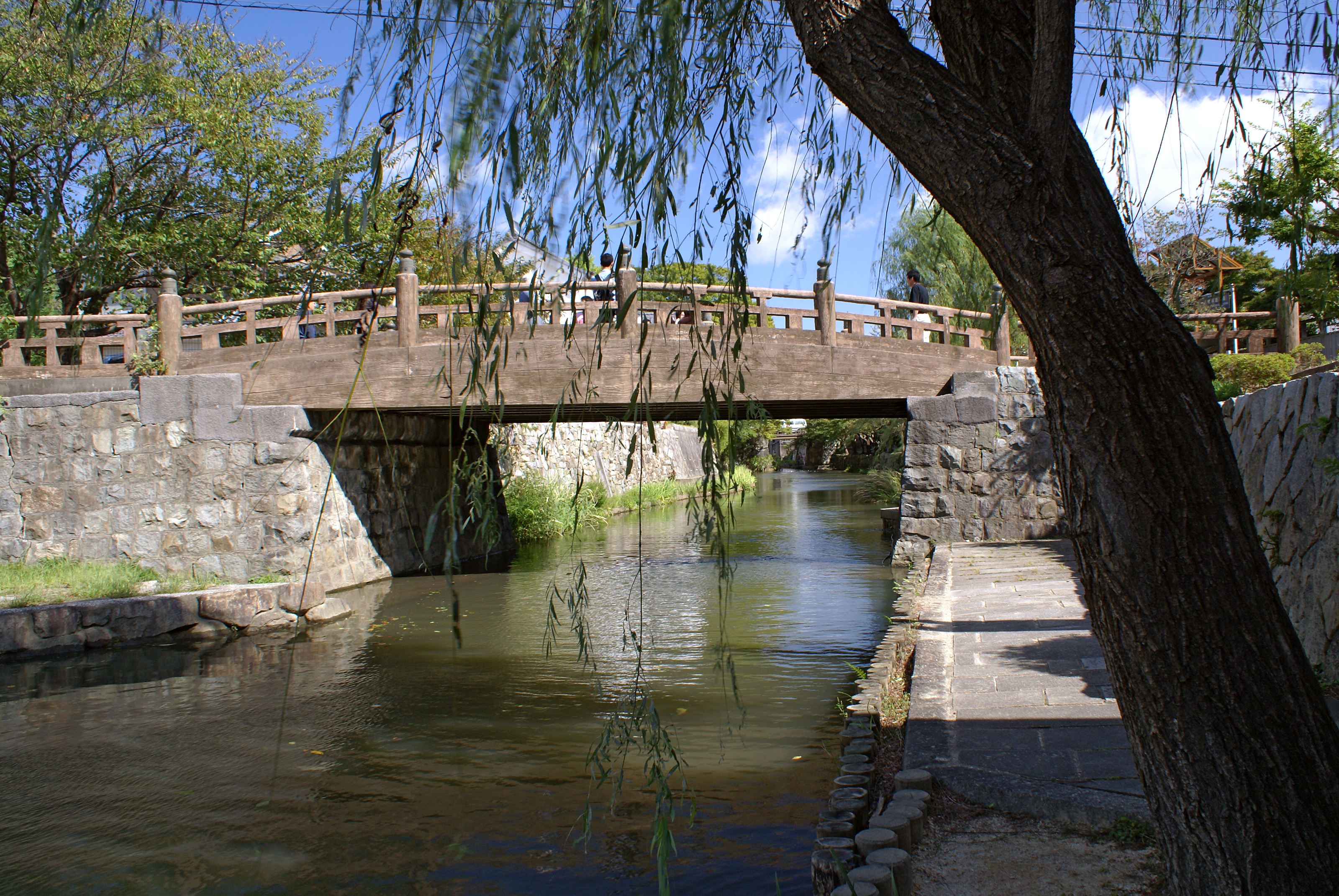
八幡堀（近江八幡市）。田中吉政が秀次の家老を務めていた時代に作られたもの

天正13年（1585年）に秀次が近江八幡43万石を与えられると、吉政はその筆頭家老格となった。このとき、同じく秀次付き家老格となった中村一氏・堀尾吉晴・山内一豊・一柳直末らはそれぞれ居城を持ったが、吉政は秀次の居城・八幡山城にあって、関白殿一老として政務を取りしきった。
天正14年（1586年）、大政所の三河国下向にかかわったという記述がある。
この時代の吉政の書状は、比較的多く残っている。織田信長が築いた安土城下の町を八幡城下に移し、町割を行った。江戸時代中ごろまでは、久兵衛町と名づけられた地域が、近江八幡の町の一画に残っていた。

### 三河岡崎時代
天正18年（1590年）、豊臣秀吉は関東の北条氏を制圧し、諸大名の配置換えを行った。この結果、徳川家康は関東に転封された。また、家康旧領への転封を拒んだ織田信雄は下野国2万石に減封され、佐竹義宣に身柄を預けられた。その結果、空いた尾張国には豊臣秀次が入った。吉政には三河国岡崎城5万石が与えられた。尾張堤普請には惣奉行に命じられ、資材の調達に関わっていた。
同年（天正18年）10月20日、秀吉から所領宛行状を受け、5万7400石を領することになった。
文禄4年（1595年）、秀次は自害させられ、木村重茲、前野景定、羽田正親、服部一忠、渡瀬繁詮、明石則実、一柳可遊、粟野秀用、白江成定、熊谷直之ら10名が賜死となり、そのほかにも多くの家臣が処分を受けたが、吉政ら宿老にはお咎めはなかった。その際、石田三成が関与したかどうかは不明である。また、秀次の関白就任後に家政組織の変化（大名家→関白家）があり、その過程で吉政ら大名時代の宿老は関白としての家政の運営から切り離されて名目的な存在になっていたために処分を免れた（反対に関白就任後に家政の実務にあたっていた家老・奉行が処分の対象とされた）とする考察もある。ただし、関白殿一老であった吉政に対しては、切腹を勧める者もいた。
結局、吉政には処分はなく、「秀次によく諌言をした」ということで2万8,358石3斗の加増、文禄5年（1596年）さらに1万4,252石6斗加増され、三河国岡崎城主10万石の大名となった。
吉政は岡崎城を近世城郭に整備した。そして城下の町割には7つの町を堀で囲む田中掘を築造した。また、西側の低湿地の埋め立てを行った。さらに、本来岡崎の郊外を通っていた東海道を岡崎城下町の中心を通るように変更し、「岡崎の27曲がり」といわれるクランク状の道を整備した。

### 関ヶ原の戦い

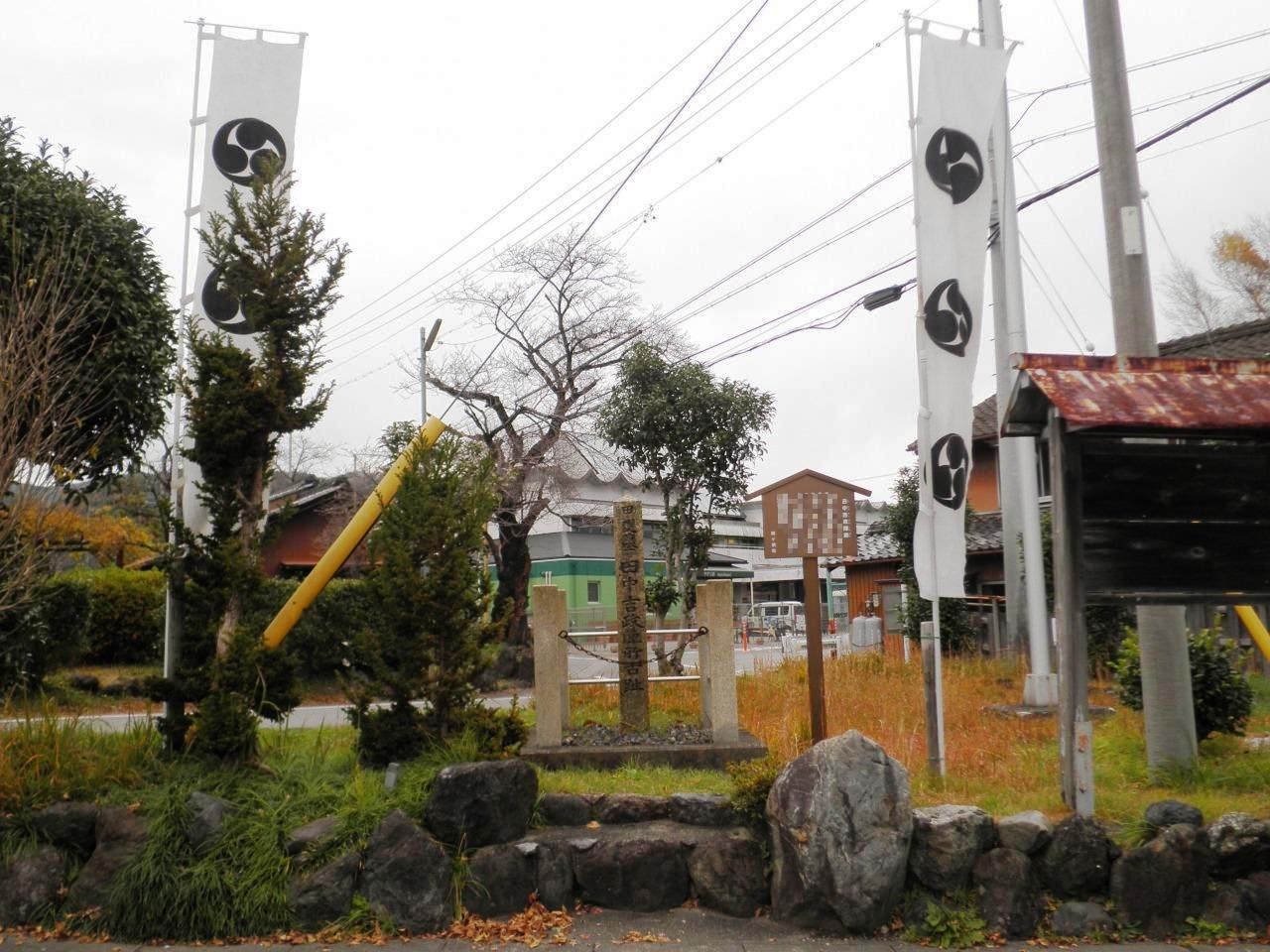
関ヶ原の戦いの田中吉政陣跡（岐阜県不破郡関ケ原町）

秀吉の死後は徳川家康に接近し、慶長5年（1600年）9月の関ヶ原の戦いでは東軍に属した。関ヶ原の合戦前の岐阜城攻略では黒田長政・藤堂高虎とともに大垣城から岐阜城へ向かう西軍を河渡で殲滅した。この際、石田三成の配下の杉江勘兵衛は、吉政の家臣である辻重勝により討ち取られている。本戦においては黒田長政軍とともに石田三成軍と激突している。
また、西軍の山田去暦や、最前線で戦った明石全登（吉政の娘婿という説がある）の逃走を、合戦後に黒田長政（明石全登の親族）とともに手助けをしたとされている。
東軍勝利後、三成の居城佐和山城を宮部長房（長煕）とともに搦め手から突入して落城させるとともに、伊吹山中で逃亡中の三成を捕縛する大功を挙げた。実際に捕縛にあたったのは、田中伝左衛門・沢田少右衛門である。三成は腹痛で病んでいたが、医師の勧める薬は拒否したため、吉政は熟慮のうえ、健康によいという理由付けをしてニラ粥を勧めたので三成はそれを食したといわれている。吉政に会った三成は太閤から給わった脇差しを吉政に授けた（寸延短刀　石田貞宗：東京国立博物館蔵）。手厚くもてなされた礼であるといわれている（三成も捕縛されるとき、「他の者よりはお前に捕らえられた方がいい」という旨の発言をしたという）。三成の大小のうち打刀（さゝのつゆ、備後貝三原正真作）は捕縛者である田中伝左衛門（田中吉忠）に渡った。戦後、これらの勲功が認められて、筑後一国柳川城32万石を与えられ、国持ち大名となった。

### 筑後国主時代
吉政は、柳川の掘割を整備することで水運や稲作のための用水路を整備し、近代的な街作りを行った。水路以外にも柳川と久留米を結ぶ田中街道（現福岡県道23号）や柳川と八女福島・黒木を結ぶ街道を作るなど、陸路の整備にも力をいれた。また、矢部川の護岸整備や有明海沿岸に慶長本土居と呼ばれる堤防を整備したほか、収入の増加を目指して有明海の干拓にも取り組んだ。
慶長14年（1609年）2月18日、吉政は京都伏見で没した。享年62。田中家は跡を継いだ忠政が男子を残さぬまま死去したために、元和6年（1620年）に改易された。忠政がキリスト教に寛容であり、キリスト教禁教後の政策が比較的穏やかだったことが一因とする見方もある。傍系の親族は他家の家臣となることなどで家系を存続させている。

## 墓所
久留米の寺町にある真教寺（浄土真宗）が一時菩提寺だったことがあった（墓所はない）。
墓所は柳川市の眞勝寺（浄土真宗:菩提寺）、久留米市の善導寺（浄土宗大本山）、東京駒込の吉祥寺（曹洞宗）、京都黒谷の浄土宗大本山金戒光明寺塔頭龍光院（浄土宗）墓地などにある。

## 出自
『寛政重修諸家譜』によると、先祖は近江国高島郡田中村に住み、伯耆守嵩弘のとき、田中を称した。また先祖は近江源氏高島氏の一族で田中城の城主であったともいわれる。吉政が家紋に「一つ目結い」紋（釘抜き紋ともいう）を用いた。織田信長の高島郡進攻により田中氏は当時は帰農していたとされる。
吉政の出生地は浅井郡の三川村または宮部村（現在の長浜市三川町、宮部町）で、吉政自身はそこに住む農民であったという説がある。この根拠としては、浅井郡の住人に限られる竹生島の行事・蓮華会の頭人を柳川藩主となっていた吉政が担ったという記録があることである。また、三川村には田中吉政の出生伝承が残っている。彼自身が宮部村の国人領主である宮部継潤に仕えた記録がある。また吉政の母すなわち国友与左衛門（宮部継潤家臣）の姉は宮部村と三川村にほど近い坂田郡国友村（当時有数の鉄砲の生産地。現在の長浜市国友町）の出身などである。ただ、近江八幡時代以前の記録は少ない。

## 人物・逸話

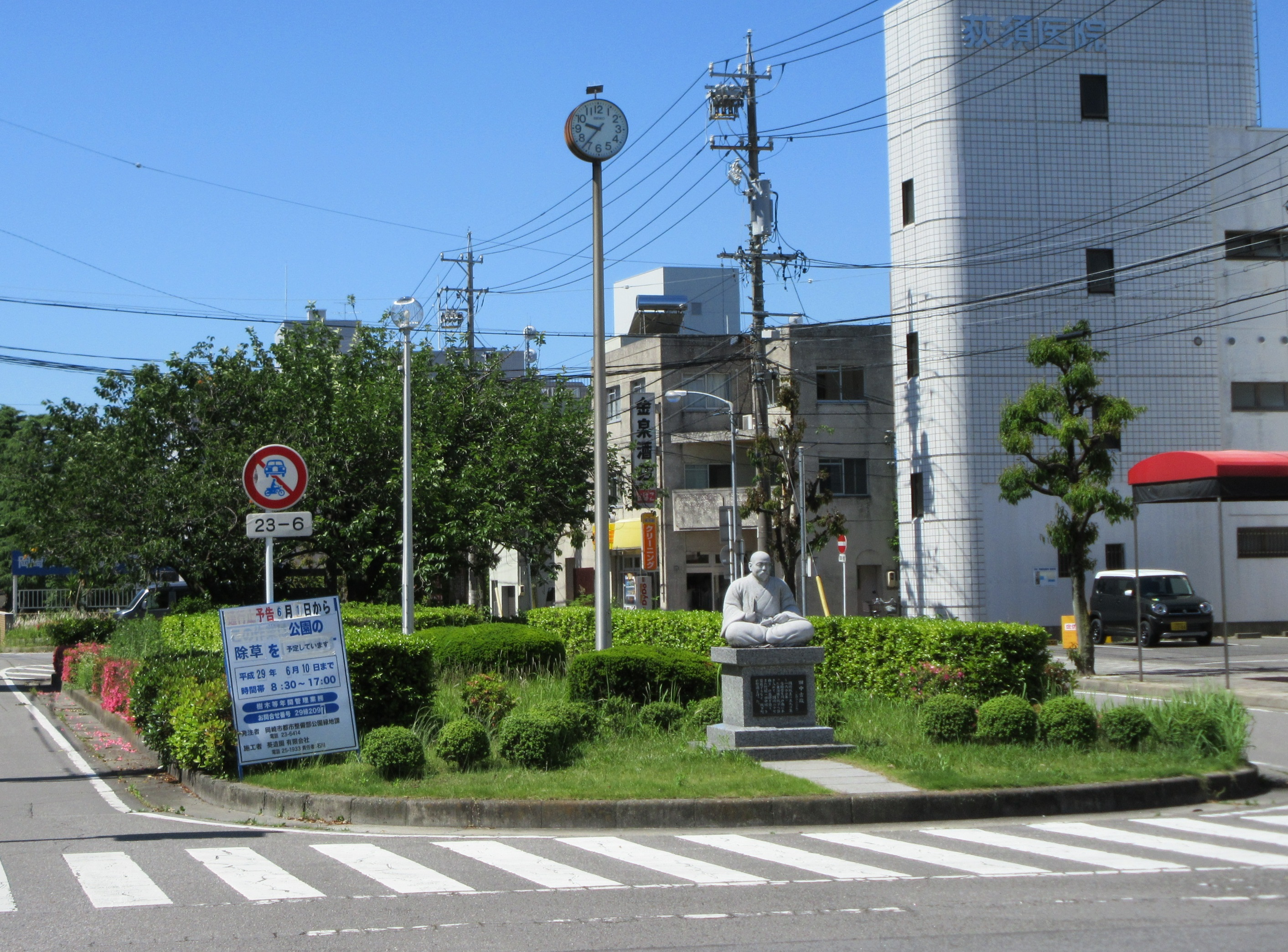
2010年3月27日、岡崎市籠田町の中央緑道に田中吉政の石像が設置された。その後、2020年9月に材木町に移設された。

### 宗教
- キリスト教に対して寛容で、宣教師たちから西洋の知識を積極的に学んだ。領内のキリスト教信者を保護し、自らも帰依したという。洗礼名はパルトロメヨ（バルトロメオ、またバルトロマイ〔Bartolomeo,Bartholomew〕）。
- 浄土系宗派の仏教徒であり、菩提寺である真教寺、金戒光明寺、善導寺など浄土系仏教寺院を含む、多くの仏教寺院の再興（改修・寺町の造営など）に力を尽くし、仏教の保護に努めた。ただし、岡崎においては、在任期間が10年程度と短いこともあり、岡崎城下整備のために、吉政に移転を迫られたり、所領を召し上げられた寺社が多くある（特に徳川家と関係の薄い寺社）。『萬徳寺縁起』では吉政の寺社弾圧の苛性を伝えている。

### 家紋
- 吉政の家紋は複数あり、その一つは近江八幡に在任中、八幡社（日牟禮八幡宮）より賜ったという説がある左三つ巴で、関ヶ原の合戦時に旗頭として使用している。また釘貫紋（九城抜きともいう：城攻めの名手を表す）も多く用いている。
- 吉政は生まれつきものにこだわらない大らかな性格で、闊達な武将として誰からも愛された。侍になるにあたって袴を紺屋に染めさせたところ、左巴の紋を付けられた（実は右巴だった）。だが吉政は紺屋の失敗を咎めず、そのまま家紋にしたという[10]。

### 政治
- 岡崎城主のころ、毎日城下の見回りを日課としていた。空腹になると城から弁当を届けさせ、所構わず道端であろうと食事をした。そのため領民から気さくな領主として親しまれたという[10]。
- 関ヶ原のあと、筑後柳川に入国すると筑後10郡の庄屋・百姓に耕地を広めることを奨励した。だが柳川城から海を眺めているうちに埋め立てることに注目し、柳川の支城を破却して田畑とした。また洪水防止のために筑後川の水を引き入れ運河を開いた。隣国の鍋島直茂に頼んで焼物使の家長彦三郎方親を招いて66石を与えて筑後国焼物司役として陶業を起こし、柳川焼の始まりとなった[11]。

### その他
- 豊臣秀頼が生まれたあと、不行跡を重ねる豊臣秀次を諫め続けた。そのため秀次事件で連座処分を受けずに済み、秀吉から偏諱を賜って長政を吉政と改めた[10]。
- 吉政は最初、宮部継潤に仕えて7石2人扶持を与えられた。ある年の夏のある日に茶店で昼寝をするとき、升を枕にした。するとそばにいた盲人が「これから1国1城の主となる人が升を枕にしていたら、せいぜい1,000石止まりです」と忠告した。その言葉に吉政は感謝して、御礼として酒1升、そして海老1升を与えた。筑後の大大名に栄進して慶長5年（1600年）11月18日の入国の際、群衆の中にそのときの盲人がいるのを吉政は見つけ、再会を喜んだ。そして盲人を検校加賀都として召し出し、自分の庇護下において晩年を安らかに過ごさせたという[12]。
- 関ヶ原が東軍の大勝利に終わったあと、石田三成が逃亡しているのを悔しがって家康に三成捕縛を申し入れた。吉政は近江出身で地理に明るかったため、家康は許した。三成を捕縛すると「おいたわしや」と縄を解き、「徳川内府（家康）様に助命を申し出るから、仮令山の奥島でひっそりとお暮らしあれ」と述べて、三成から武具や財産の隠し場所を聞き出した。しかしそれは吉政の詐略であり、場所を聞き出すと三成を家康の前に突き出して見せしめにしたという（『明良洪範』）。

## 一族
親
- 田中重政とされる。

兄弟
- 田中清政：左馬允。赤司城主
- 田中氏次：兵庫助。江浦城主。のち兄・吉政との不和により退去、豊前で細川忠興に1000石で仕える。以後、子孫は熊本藩士として存続。宇土郡に知行を得る。
- 氏次　長男：左兵衛・氏久（養子　初・佐久間忠助　隠居後宗白）
- 氏久　庶子：弥兵衛（右衛門）

子
- 田中吉次：長男。従五位下民部小輔。子は民部吉勝
- 田中吉信：次男。久留米城主。官途は主膳正。別名：則政。
- 田中吉興：三男。福島城主。子孫は旗本。別名：康政。
- 田中忠政：四男。吉政逝去後、徳川家の示唆により家督を継ぐ。
- 田中庸政：母山田氏。妾腹にて家老澤田とともに京都に移り住む。子は栄政。
- 田中主馬：猶子〔吉政の甥〕
- 娘：大外記中原師廉室。中原師生の母[注釈 2]。
- 娘：宮川讃岐妻〔稿本八女郡史には佐渡妻とあり〕
- 娘：磯野伯老の子大膳一成の妻
- 娘：草野熊之助妻

## 登場作品
- 『田中家の32万石』（2021年、岩井三四二著、光文社)
- 『関ヶ原』（1981年・TBS系ドラマ、演：溝口舜亮）
- 『徳川家康』（1983年・NHK大河ドラマ、演：加地健太郎）
- 『独眼竜政宗』（1987年・NHK大河ドラマ、演：清水幹生）
- 『葵 徳川三代』（2000年・NHK大河ドラマ、演：斎藤志郎）
- 『功名が辻』（2006年・NHK大河ドラマ、演：金田賢一）
- 『燕雀安くんぞ』（2009年・エンターブレイン刊コミック『関ヶ原戦国戯画短編集 東軍』、作：もとむらえり）
- 『聞書抄（第二盲目物語）』（1943年、谷崎潤一郎著、創元社）